# Rocket School
Rocket School est une école privée de commerce et de marketing créée en 2018 préparant a des titres RNCP de niveau 6 et 7. Elle forme à des métiers tels que Business Developer, Customer Success Manager, Community Manager ou encore Growth Hacker.

## Fonctionnement
L'école propose trois approches :
- formation étudiant Bachelor avec un titre RNCP de nouveau 6 [1] ;
- formation étudiant Master of Sciences avec un titre RNCP de niveau 7 [2] ;
- formation reconversion amenant à un titre RNCP de nouveau 6.

L'école recrute sans condition de diplôme pour la reconversion, préférant sélectionner les candidats sur leur motivation et leur personnalité via la plateforme de tests des candidats AssessFirst,. Elle travaille avec Pôle emploi.
En 2019 l'école a mis en place des actions de communication pour démocratiser l'accès à ses formations aux femmes.
En novembre 2018, Rocket School ouvre son  campus dans le 13e arrondissement. En décembre 2019 l'école déménage dans le 18e arrondissement et continue à s'agrandir en juillet 2023avec un campus complémentaire dans le 12e arrondissement. 
L'école dispose notamment de campus à Lyon, Nantes, Marseille, Lille, Toulouse, Bordeaux, Nice, Montpellier, Strasbourg[source secondaire souhaitée].